# Gerald Hamer
Gerald Hamer (Llandudno, 16 novembre 1886 – 6 luglio 1972) è stato un attore britannico.

## Carriera
Hamer lavorò principalmente a Hollywood, negli Stati Uniti, dove interpretò personaggi britannici. Fece molte apparizioni nella serie di film di Sherlock Holmes di Basil Rathbone in una varietà di ruoli diversi.

## Filmografia
- Il virginiano (The Virginian) – serie TV, episodio 3x07 (1964)